# Hrnčiarovce nad Parnou
Hrnčiarovce nad Parnou (in ungherese Gerencsér) è un comune della Slovacchia facente parte del distretto di Trnava, nella regione omonima.